# Åke Åkerman

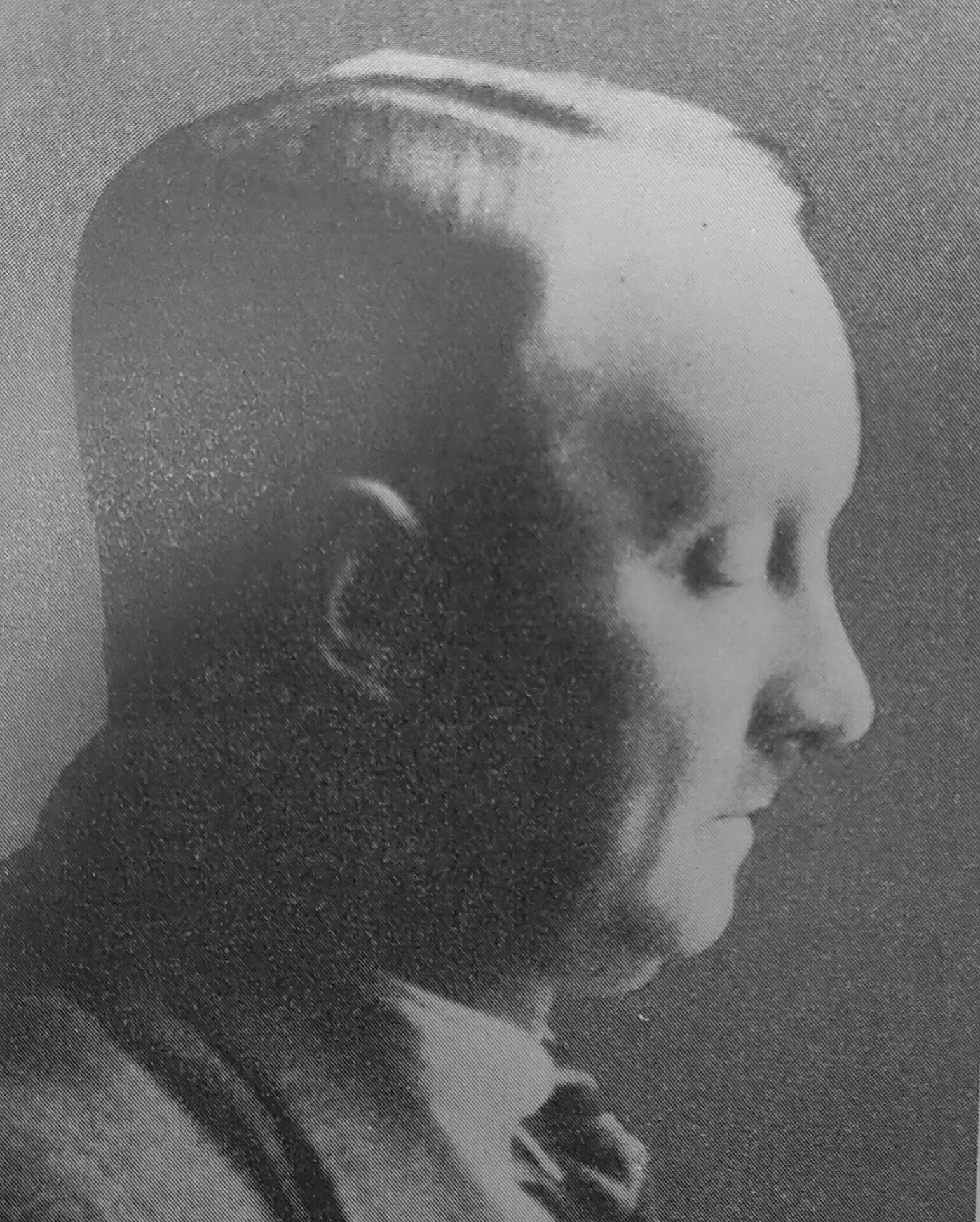
Åke Åkerman

Ernst Åke Åkerman, född 26 augusti 1887 i Norra Vram, Malmöhus län, död 13 april 1955, var en svensk botaniker. Han var far till Alf Åkerman.

## Biografi
Åkerman avlade studentexamen i Helsingborg 1906, blev filosofie magister i Lund 1911, filosofie licentiat 1913 och filosofie doktor 1915. Han var extra lärare vid Fridhems lantmannaskola i Svalöv 1915-1929, avdelningsföreståndare vid Sveriges utsädesförenings vete- och havreavdelning 1915-1939, tillförordnad föreståndare 1928, 1931, 1934, 1936, 1937 och 1938 samt föreståndare från 1939. Han tilldelades professors namn 1933. 
Åkerman var sakkunnig i statens spannmålsnämnd resp. jordbruksnämnd, utredningsman rörande organisationen av försöksverksamheten på växt- och trädgårdsodlingens område, extra ledamot i rikskommissionen för ekonomisk försvarsberedskap 1938 och chef för produktionsavdelningen i 1939 års livsmedelskommission. Han arrenderade och brukade från 1928 egendomen Ahleborg, Gunnarstorp.
Åkerman invaldes som ledamot av Lantbruksakademien 1928, av Fysiografiska sällskapet i Lund 1934, av Vetenskapssocieteten i Uppsala 1940, av Vetenskapsakademien Leopoldina i Halle an der Saale 1936 samt av Ingenjörsvetenskapsakademien 1944.
Åkerman författade över 300 arbeten rörande bland annat växtfysiologi, genetik och växtförädling. Dessa behandlar bland annat mossor, de högre växternas kölddöd och köldresistens samt studier över trådlika protoplasmabildningar i växtcellen. Andra skrifter berör företrädesvis vetesorter och deras förädling.